# Sjarkovo
Sjarkovo (bulgariska: Шарково) är ett distrikt i Bulgarien. Det ligger i kommunen Obsjtina Boljarovo och regionen Jambol, i den sydöstra delen av landet, 300 km öster om huvudstaden Sofia.